# 베코 (기업)

베코(Beko)는 튀르키예의 다국적 가전제품 기업인 아르첼릭(Arçelik)의 주요 가전제품 브랜드이다. 코치 홀딩에서 관리한다.
1954년 베흐비 코치(Vehbi Koç)와 레온 베제라노(Leon Bejerano)가 이스탄불에서 베코를 설립하였다. 이후 베흐비 코치는 1955년 베코의 모기업인 아르첼릭을 설립하였다. 베코라는 회사의 이름은 두 설립자의 성의 첫 두 글자를 조합한 것이다.
2004년 베코는 독일의 전자 회사 그룬딕을 인수했다. 2005년 1월 기준 베코와 그 경쟁 업체인 베스텔은 유럽에서 제조된 모든 TV 세트의 절반 이상을 차지했다. 피코와 경쟁업체인 터키 전자 및 백색 가전 브랜드 베스텔은 유럽에서 제조된 모든 TV 세트의 절반 이상을 차지했다.